# Museum Schloss Fürstenberg

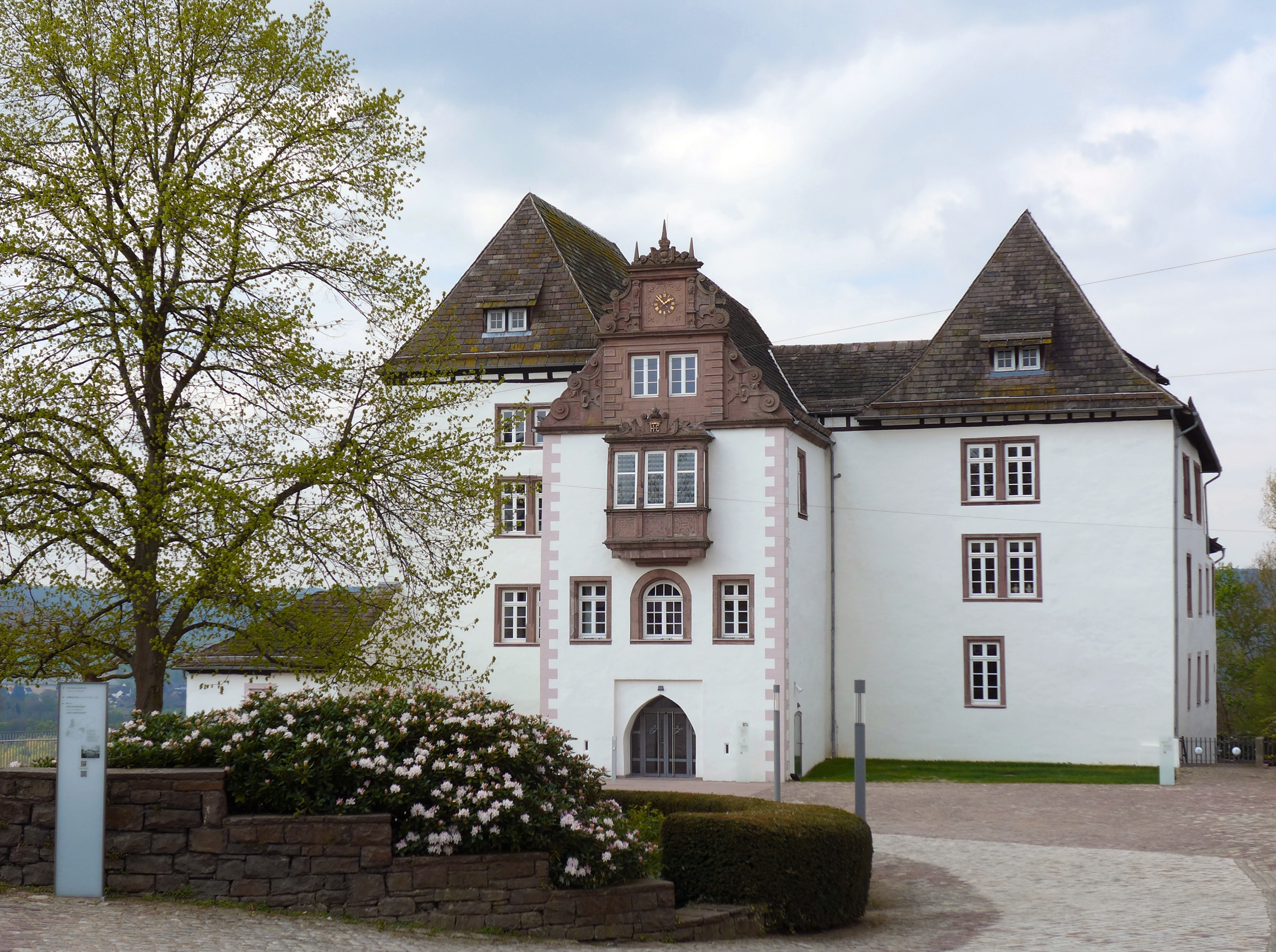
Das Museumsgebäude im Schloss Fürstenberg, 2017

Das Museum Schloss Fürstenberg ist ein Porzellan- und Firmenmuseum in der Gemeinde Fürstenberg im Landkreis Holzminden in Niedersachsen. Es präsentiert die über 270-jährige Tradition der Porzellanmanufaktur Fürstenberg und ist das einzige Porzellanmuseum in Norddeutschland.

## Beschreibung

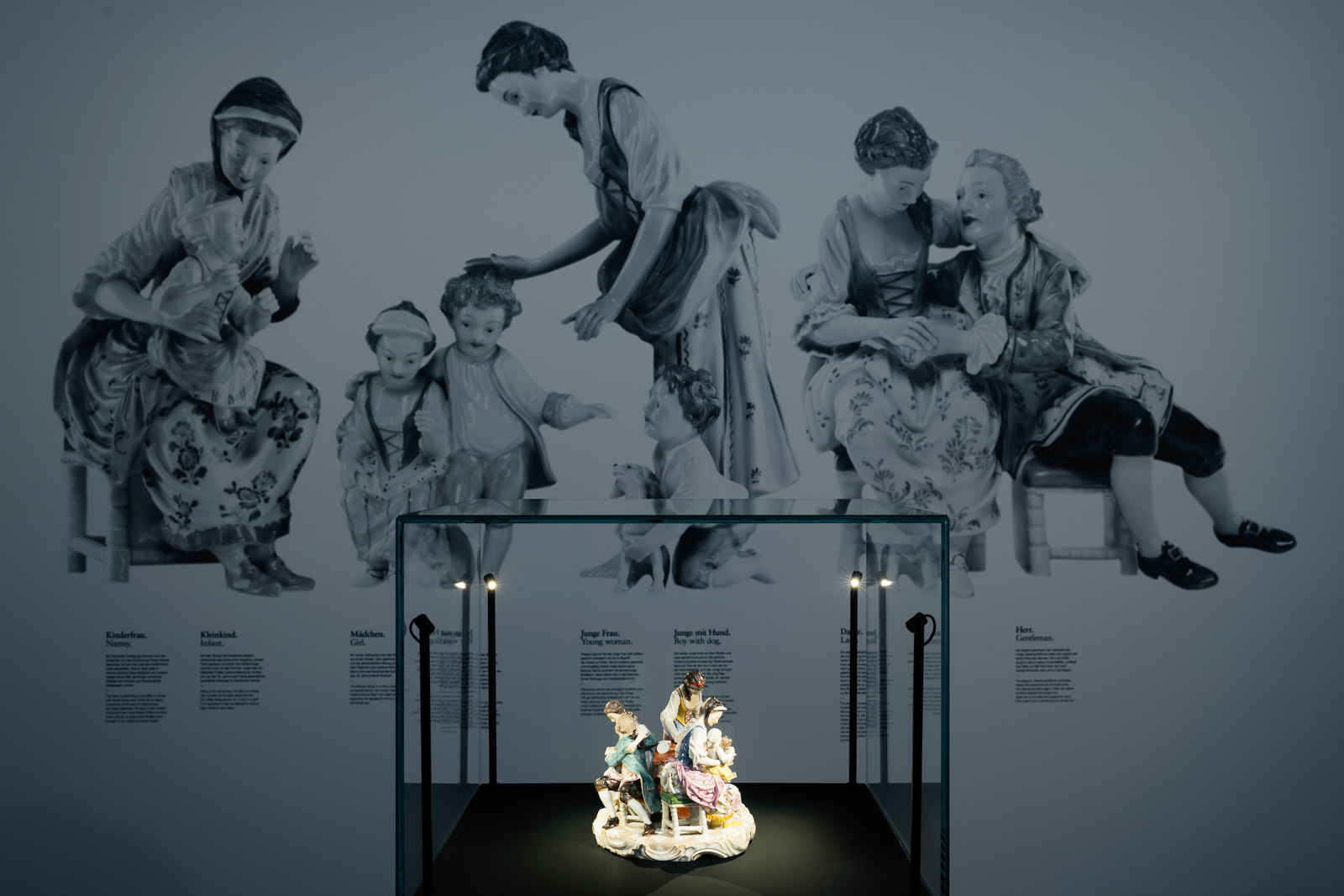
Figurengruppe Die Kaffeegesellschaft von Jean Jacques Desoches von 1770 im Ausstellungsraum

Die Räumlichkeiten des Museums befinden sich im Schloss Fürstenberg. Die Museumsausstellung vermittelt den Besuchern die Geschichte des Schlosses und gibt einen Überblick über die Produkte der Porzellanmanufaktur Fürstenberg von der Zeit des Rokoko bis zur Gegenwart. Von den verschiedenen keramischen Materialien behandelt dieses am westlichen Solling gelegene Museum den Werkstoff Porzellan, während die keramische Materialklasse Irdengut in dem am östlichen Solling gelegenen Keramikum präsentiert wird.
Das Museum Schloss Fürstenberg stellt sich durch eine Dauerausstellung, wechselnde Sonderausstellungen und eine Besucherwerkstatt dar. In der Dauerausstellung befinden sich ausgewählte und zum Teil zuvor noch nicht öffentlich ausgestellte Objekte aus der umfangreichen Porzellansammlung, die im Wechsel präsentiert werden. In der Besucherwerkstatt führen Porzelliner Manufakturtechniken vor. Dort können Besucher auch selbst Porzellan bemalen.

## Geschichte
Das Museum wurde 1957 auf einer kleinen Ausstellungsfläche eröffnet. Grundlage war die private Sammlung eines Aktionärs der damaligen Aktiengesellschaft Fürstenberg. Die wissenschaftliche Betreuung der Ausstellung erfolgte anfangs durch den Historiker und späteren Direktor des Braunschweigischen Landesmuseums Rolf Hagen. In den 1960er Jahren begann eine gezielte Sammeltätigkeit, bei der es auch zu Rückkäufen aus dem Kunsthandel kam.
Seinen Sitz im historischen Schlossbau, der von 1747 bis 1972 zur Porzellanherstellung genutzt wurde, hat das Museum seit einer Renovierung im Jahr 1978. Nach einer weiteren Renovierung 1991 kamen Ausstellungsräume im Obergeschoss hinzu, so dass die Erweiterung ein großzügigeres Ausstellungskonzept ermöglichte. 
Im Jahr 2015 wurde das Museum mit dem Museumsgütesiegel des Museumsverbands Niedersachsen und Bremen e. V. zertifiziert. 2022 wurde das Museum zum dritten Mal mit dem Museumsgütesiegel ausgezeichnet.
Zwischen 2015 und 2017 erfolgten umfangreiche Sanierungs- und Umbauarbeiten, bei der die Ausstellung neu konzipiert worden ist. Die Neueröffnung des Museums fand im März 2017 mit einem Festakt im Beisein des niedersächsischen Ministerpräsidenten Stephan Weil statt. Im Museum befinden sich neben der neu gestalteten Dauerausstellung eine Besucherwerkstatt sowie themenbezogene Sonderausstellungen.
In einem der ältesten Räume des Schlosses ist seit Mai 2018 das neue Schaumagazin untergebracht. In einem zentralen Glaskubus werden kostbare Figuren aus dem 18. Jahrhundert, kuriose Gerätschaften des 19. Jahrhunderts oder seltene Design-Ikonen aus dem 20. Jahrhundert gezeigt. Daneben wird in einer raumhohen Wandvitrine mit der Sammlung Reichmann Porzellankunst aus der Frühzeit der Manufaktur präsentiert.
Seit Oktober 2016 leitet Christian Lechelt das Museum, der zuvor Projektleiter für die Neukonzipierung der Ausstellung war.

## Innenräume
Die Innenräume des Museums bestehen aus Fachwerkkonstruktionen, die durch die Neuausrichtung des Museums weiß gestrichen wurden.

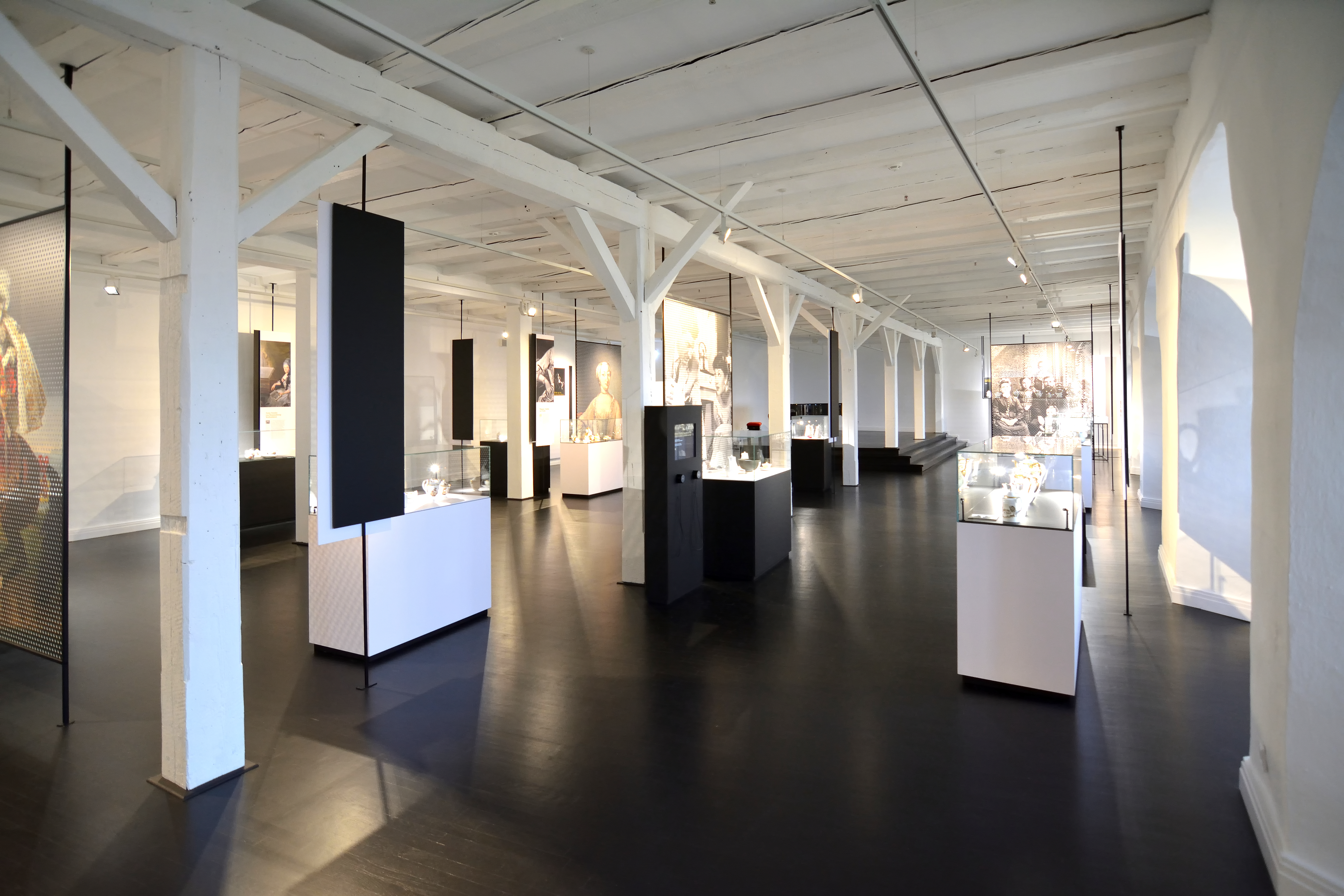
Ausstellungsraum
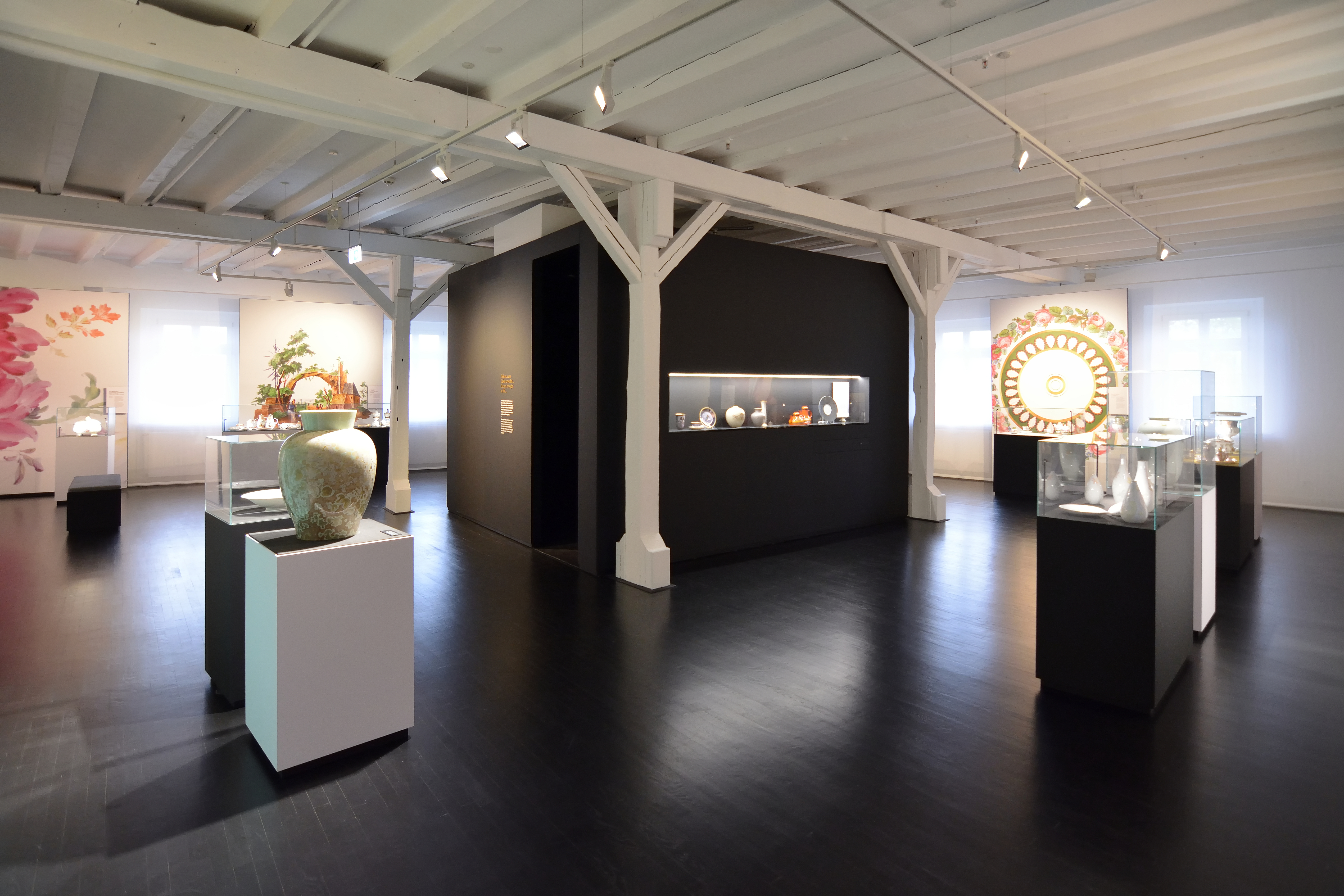
Ausstellungsraum
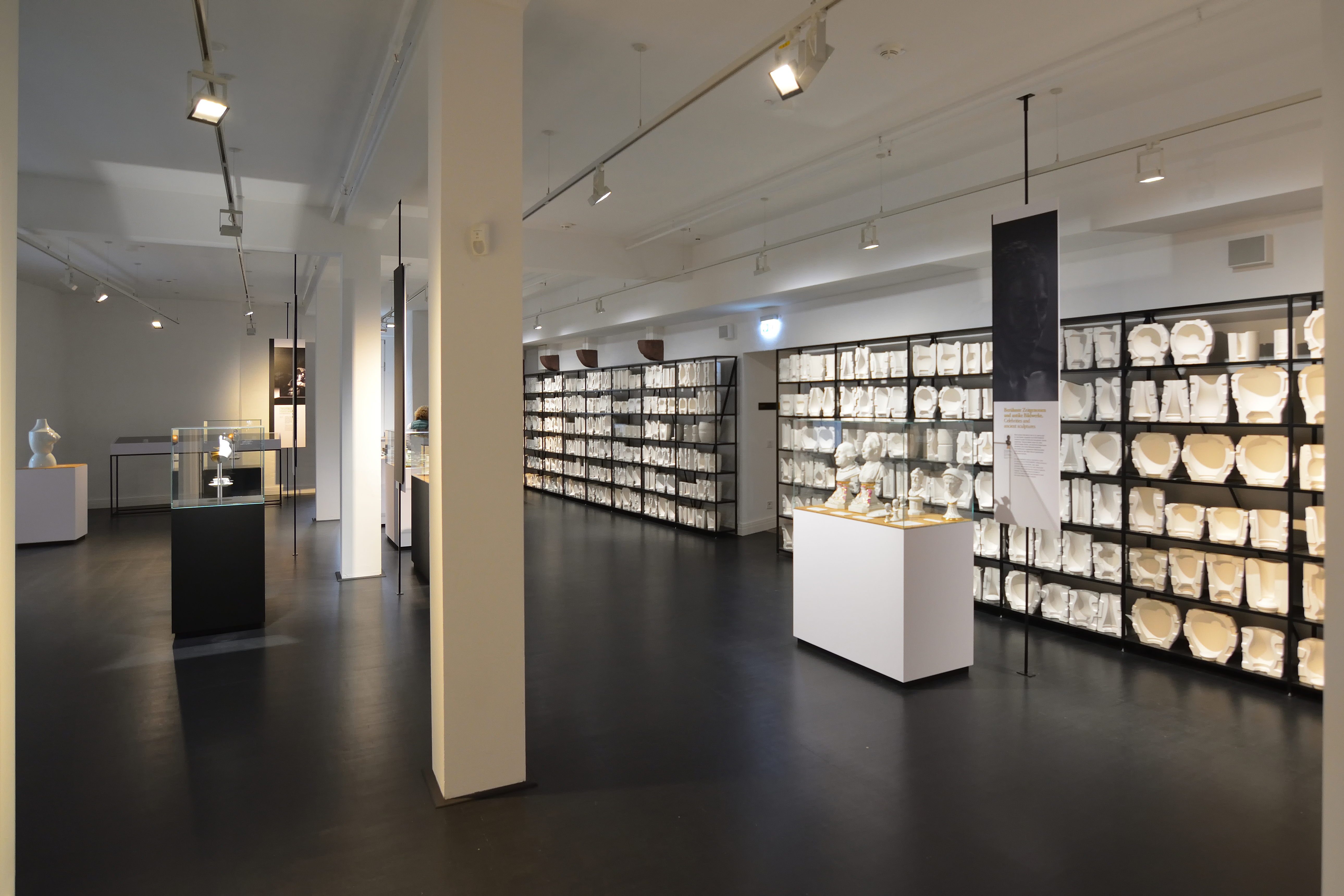
Ausstellungsraum
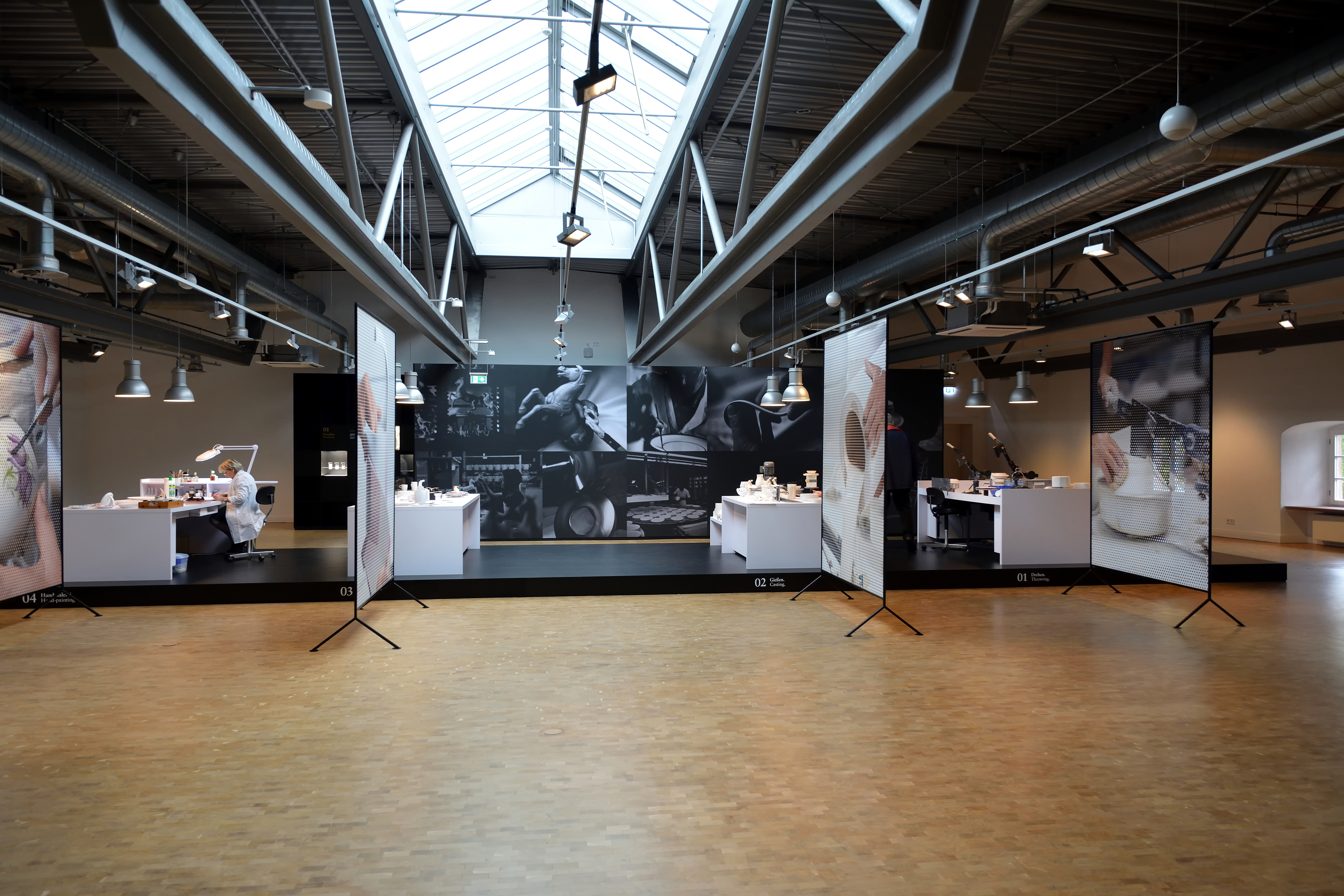
Besucherwerkstatt